# Saison 2 d'Entourage
Chronologie
Saison 1 Saison 3
Cet article présente le guide des épisodes de la deuxième saison de la série télévisée américaine Entourage.

## Épisodes

### Épisode 1:De retour de New York
- États-Unis : 5 juin 2005
- France : date inconnue

- Kate Albrecht (Christy)
- Debi Mazar (Shauna)
- Monica Keena (Kristen)
- Rex Lee (Lloyd)
- Gary Busey (Lui-même)
- Tyrone Mitchell (Blake)
- Amanda Peet (Elle-même)

### Épisode 2:Une nouvelle voiture
- États-Unis : 12 juin 2005

- Monica Keena (Kristen)
- Holly Valance (Leanna)
- Lamar Odom (Lui-même)
- Jaime Pressly (Elle-même)

### Épisode 3:Aquamanoir
- États-Unis : 19 juin 2005

- Debi Mazar (Shauna)
- Kate Albrecht (Christy)
- Rex Lee (Lloyd)
- Ralph Macchio (Lui-même)
- Danny Masterson (Lui-même)
- Hugh Hefner (Lui-même)
- Pauly Shore (Lui-même)
- Patricia McCormack (L'agent immobilier)
- Paul Ben-Victor (John)

### Épisode 4:Une offre refusée
- États-Unis : 26 juin 2005

- Perrey Reeves (La femme d'Ari)
- Rex Lee (Lloyd)
- Rhys Coiro (Billy Walsh)
- Michelle LaFrance (Misty)
- Constance Zimmer (Dana Gordon)
- Allan Kolman (Le thérapeute)
- Joshua LeBar (Josh Weinstein)
- Johanna Black (Staci)
- Julie Claire (Carrie Carlson)
- Chris Penn (Lui-même)

### Épisode 5:Madame Stacy
- États-Unis : 3 juillet 2005

- Perrey Reeves (La femme d'Ari)
- Kate Albrecht (Christy)
- Rex Lee (Lloyd)
- Rhys Coiro (Billy Walsh)
- Samaire Armstrong (Emily)
- Constance Zimmer (Dana Gordon)
- Ethan Suplee (Lui-même)
- Michelle LaFrance (Misty)
- Jessica Serrano (Lorraine)
- Anthony Anderson (Lui-même)
- Bob Saget (Lui-même)

### Épisode 6:Chinatown
- États-Unis : 10 juillet 2005

- Rex Lee (Lloyd)
- Samaire Armstrong (Emily)
- Jordan Belfi (Adam Davies)
- Bai Ling (Li Lei)
- Terrence Hardy (Herbie Green)
- Ron Yuan (Chaing Chung)
- Stanley DeSantis (Scott Wick)
- Matt Dallas (le modèle)
- Michael Buffer (Lui-même)

### Épisode 7:Le Festival de Sundance
- États-Unis : 17 juillet 2005

- Rhys Coiro (Billy Walsh)
- Maury Chaykin (Harvey Weingard)
- Stanley DeSantis (Scott Wick)
- James Cameron (lui-même)
- Peter Dinklage (lui-même)
- Julian Acosta (Alejandro Teva)
- Sarah Carter (Cassie)

### Épisode 8:Oh, Mandy
- États-Unis : 24 juillet 2005

- Rex Lee (Lloyd)
- Jordan Belfi (Adam Davies)
- Constance Zimmer (Dana Gordon)
- Mandy Moore (elle-même)
- Marlon Young (Rufus)
- Sheila Jaffe (Sheila)
- Dale Dye (lui-même)
- Dr Joyce Brothers (elle-même)
- Adrian Neil (Maitre D)
- Andrea Bendewald (Jess)

### Épisode 9:Joyeux Anniversaire
- États-Unis : 31 juillet 2005

- Mandy Moore (elle-même)
- Rainn Wilson (R.J. Spencer)
- Vanessa Angel (elle-même)
- U2 (eux-mêmes)
- Richard Voll (Chris)

### Épisode 10:Bar Mitzvah
- États-Unis : 7 août 2005

- Perrey Reeves (La femme d'Ari)
- Emmanuelle Chriqui (Sloan)
- Mandy Moore (elle-même)
- Malcolm McDowell (Terrance)
- Melinda Clarke (elle-même)
- James Cameron (lui-même)
- Cassidy Lehrman (Sarah Gold)

### Épisode 11:Blue Lagoon
- États-Unis : 14 août 2005

- Mandy Moore (elle-même)
- Malcolm McDowell (Terrance)
- Rex Lee (Lloyd)
- Emmanuelle Chriqui (Sloan)
- Perrey Reeves (La femme d'Ari)
- Brooke Shields (elle-même)
- Timothy Busfield (lui-même)
- Daniel Kirschner (le type bizarre)

### Épisode 12:Good Morning Saigon
- États-Unis : 21 août 2005

- Malcolm McDowell (Terrance)
- Rex Lee (Lloyd)
- Saigon (Lui-même)
- Rhys Coiro (Billy Walsh)
- Beverly D'Angelo (Barbara MIller)
- Kate Albrecht (Christy)
- Anna Maria Horsford (la mère de Saigon)
- Dale Dye (Lui-même)
- NaShawn Kearse (le cousin de Saigon)

### Épisode 13:Retour de manivelle
- États-Unis : 28 août 2005

- Mandy Moore (Elle-même)
- Malcolm McDowell (Terrance)
- Rex Lee (Lloyd)
- Jordan Belfi (Adam Davies)
- Emmanuelle Chriqui (Sloan)
- Richard Voll (Chris)
- Perrey Reeves (la femme d'Ari)

### Épisode 14:L'Abysse
- États-Unis : 4 septembre 2005

- Perrey Reeves (La femme d'Ari)
- Malcolm McDowell (Terrance)
- Emmanuelle Chriqui (Sloan)
- Rex Lee (Lloyd)
- Jordan Belfi (Adam Davies)
- Kate Albrecht (Christy)
- Richard Schiff (lui-même)
- James Cameron (lui-même)
- Saigon (lui-même)
- Pauly Shore (lui-même)